# José Marcolino
José Marcolino Alves (Sumé, 28 de junho de 1930 — Carnaíba, 20 de setembro de 1987), mais conhecido como Zé Marcolino, foi um poeta e compositor brasileiro.

## Biografia
Paraibano, Marcolino nasceu no sítio Várzea Paraíba, distrito de São Tomé, embrião do futuro município de Sumé, lugar exuberante de sons, cheiros e cores. Inspirado na paixão pelo Nordeste, suas músicas falavam do Cariri e dos povos que habitam a região.
O sertanejo José Marcolino era um homem que valorizava as tradições nordestinas, sendo muito ligado aos cantadores e às prosas sertanejas, que foram profundamente importantes em sua vivência como homem de origem humilde.

## Morte
No dia 19 de setembro de 1987, José Marcolino sofreu um grave acidente de carro, em Carnaíba-PE e morreu no dia seguinte.

## Composições
- Cacimba Nova, toada (José Marcolino)(1964)
- Numa Sala De Reboco, xote (José Marcolino/Luiz Gonzaga)(1964)
- Cantiga do Vem-Vem, baião (José Marcolino/Panta)(1964)
- Fogo sem Fuzil, polquinha (Luiz Gonzaga/José Marcolino)(1965)
- Quero Chá, polquinha (José Marcolino/Luiz Gonzaga)(1965)
- Sertão de aço, xote (José Marcolino/Luiz Gonzaga)(1962)
- Serrote Agudo, toada-baião (José Marcolino/Luiz Gonzaga)(1962)
- Pássaro Carão, baião (José Marcolino/Luiz Gonzaga)(1962)
- Matuto Aperriado, baião (José Marcolino/Luiz Gonzaga)(1962)
- A Dança de Nicodemos, xote (José Marcolino/Luiz Gonzaga)(1962)
- No Piancó, xote (José Marcolino/Luiz Gonzaga)(1962)
- Pedido a São João, baião (José Marcolino)(1963)
- Caboclo Nordestino, baião (José Marcolino)(1963)
- De Olho no Candeeiro (João Silva/Zé Marcolino)(1987)
- Boca de Caieira (Zé Marcolino/Zé Mocó)(1986)
- Eu e Meu Fole (Zé Marcolino)(1986)
- Projeto Asa Branca (José Marcolino/Luiz Gonzaga)(1983)
- Bota Severina Pra Moer (Zé Marcolino e Zé Mocó) (****)
- Obrigado meu Deus (José Marcolino) (****)